# أنجيلو فولغيني
أنجيلو فولغيني (بالفرنسية: Angelo Fulgini) (20 أغسطس 1996 بأبيدجان في ساحل العاج - ) هو لاعب كرة قدم فرنسي في مركز الوسط. شارك مع منتخب فرنسا تحت 17 سنة لكرة القدم ومنتخب فرنسا تحت 18 سنة لكرة القدم ومنتخب فرنسا تحت 19 سنة لكرة القدم ومنتخب فرنسا تحت 20 سنة لكرة القدم. أما مع النوادي، فقد لعب مع نادي فالينسيان.

## وصلات خارجية
- أنجيلو فولغيني على موقع الاتحاد الأوربي (الإنجليزية)
- أنجيلو فولغيني على موقع رابطة كرة القدم الفرنسية للمحترفين (الإنجليزية)
- أنجيلو فولغيني على موقع إي إس بي إن إف سي (الإنجليزية)
- أنجيلو فولغيني على موقع قاعدة بيانات كرة القدم.إي يو (الإنجليزية)
- أنجيلو فولغيني على موقع ليكيب (الفرنسية)
- أنجيلو فولغيني على موقع Soccerbase.com (لاعب) (الإنجليزية)
- أنجيلو فولغيني على موقع Soccerway.com (الإنجليزية)
- أنجيلو فولغيني على موقع عالم كرة القدم.نت (الإنجليزية)
- أنجيلو فولغيني على موقع AS.com (الإسبانية)